# Confusion (udde i Antarktis)
Confusion är en udde i Antarktis. Den ligger i Östantarktis. Nya Zeeland gör anspråk på området.
Terrängen inåt land är kuperad österut, men västerut är den platt. Trakten är glest befolkad. Närmaste befolkade plats är Enigma Lake Station, 14,6 kilometer norr om Confusion.